# Ernst Majonica
Ernst Majonica, także Majonika (ur. 30 października 1920 w Soest, zm. 21 lipca 1997 tamże) – niemiecki polityk, prawnik i politolog, deputowany Bundestagu I, II, III, IV, V i VI kadencji, poseł do Parlamentu Europejskiego I kadencji.

## Życiorys
Urodził się w rodzinie sprzedawcy drewna, mającej korzenie w Wenecji. Studiował prawo i historię na Uniwersytecie Albrechta i Ludwika we Fryburgu oraz Westfalskim Uniwersytecie Wilhelma w Münsterze. W 1942 zdał prawniczy egzamin państwowy I stopnia, następnie walczył jako żołnierz na froncie II wojny światowej. Znalazł się w niewoli amerykańskiej i belgijskiej, z której uwolniono go w kwietniu 1946. W latach 1946–1949 był referendarzem sądowym w Soest, Dortmundzie, Arnsbergu i Hamm. W 1950 zdał egzamin II stopnia, po czym rozpoczął praktykę adwokacką. W 1971 obronił doktorat poświęcony relacjom Chińskiej Republiki Ludowej z Republiką Chińską (Tajwanem). Napisał kilka książek poświęconych zwłaszcza polityce zagranicznej Niemiec, publikował także w prasie.
W 1946 zaangażował się w działalność polityczną w ramach Unii Chrześcijańsko-Demokratycznej i jej młodzieżówki Junge Union, w której był od 1950 do 1955 przewodniczącym krajowym. W listopadzie 1950 został wybrany do Bundestagu w wyborach uzupełniających, pozostał jego członkiem przez sześć kadencji do 1972 roku. W ramach swojej partii specjalizował się w kwestiach obronnych i międzynarodowych (w tym tematyce Europy Wschodniej i Dalekiego Wschodu), kierował poświęconemu tym kwestiom komitetowi. Reprezentował postawę proamerykańską i niechętną gaullistowskiej Francji. W latach 1961–1971 kierował Stowarzyszeniem Niemieckich Parlamentarzystów, a od 1966 do 1976 – Siecią Ruchu Europejskiego Niemcy. W 1979 został wybrany posłem do Parlamentu Europejskiego. Przystąpił do Europejskiej Partii Ludowej, należał do Komisji ds. Stosunków Gospodarczych z Zagranicą i był wiceprzewodniczącym Delegacji ds. Stosunków z Maltą (1983–1984).
Odznaczony m.in. Wielkim Krzyżem Zasługi Orderu Zasługi Republiki Federalnej Niemiec (1968).